# Lady Paname
Pour plus de détails, voir Fiche technique et Distribution.
Lady Paname est un film français réalisé par Henri Jeanson, sorti en 1950.

## Synopsis
L'évocation du Paris des années 1920 se mêle à l'ascension rapide de l'irrésistible Caprice, chanteuse de talent, et à ses amours tumultueuses avec Jeff le compositeur. Un photographe que l'on surnomme Bagnolet, doux anarchiste, surveille gentiment les activités de Caprice, devenue Lady Paname et à défaut de la morale, fait triompher l'amour.

## Fiche technique
- Réalisation : Henri Jeanson, assisté de : Ully Picard, Robert Topart
- Conseiller technique : Hervé Bromberger
- Scénario, adaptation et dialogues : Henri Jeanson
- Décors : Jean d'Eaubonne, assisté de Jacques Gut
- Costumes : Georges Annenkov, Madeleine Rabusson
- Costumes : B. Rasimi, exécutés par Alwynn Karinska
- Photographie : Robert Lefebvre
- Opérateur : Léon Bellet, assisté de André Domage
- Musique : Georges Van Parys (Éditions Mondia)
- Chanson : Moi j'ai du t'ça interprétée par Suzy Delair
- Son : Joseph de Bretagne, Antoine Petitjean
- Montage : Roger Dwyre, assistée de Françoise Javet
- Script-girl : Nicole Besnard
- Tournage dans les studios de Boulogne, Rue du Faubourg-Saint-Martin notamment au café Le Batifol
- Production : Speva Films
- Chef de production : Michel Safra, André Paulvé
- Directeur de production : Henri Baum
- Directeur général : Michel Safra
- Distribution : Speva Films
- Pays de production : France
- Format : Noir et blanc - 1,37:1 - 35 mm - Son mono
- Durée : 100 minutes
- Genre : Comédie
- Date de sortie :
  - France : 26 mai 1950

## Distribution
- Suzy Delair : Raymonde Bosset dite "Caprice"
- Henri Guisol : Jeff, le compositeur de chansons
- Louis Jouvet : M. Gambier dit "Bagnolet", le voisin photographe
- Jane Marken : Mme Gambier, la femme de Bagnolet
- Véra Norman : Oseille, la copine de Caprice
- Henri Crémieux : Milson, le directeur de l'Olympia
- Germaine Montero : Mary-Flor, la vedette sur le déclin
- Raymond Souplex : Arsène Marval, le chanteur sur le retour
- Jane Helly : Mme Marval, la femme d'Arsène
- Monique Mélinand : Costa, l'accompagnatrice
- Mag Avril : Blanche, l'habilleuse de Caprice
- Camille Guérini : Auguste Bosset, le père de Caprice
- Claire Olivier :  Léa Bosset, la mère de Caprice
- Pierre Trabaud : Marcel, le frère de Caprice
- Huguette Faget : Claire, l'amie de Marcel
- Maurice Regamey : Fred, le chef de bande
- Georges Douking : un envoyé de Fred
- Maurice Nasil : M. Chacaton, président d'une ligue de vertu
- Yette Lucas : la marchande de journaux
- Odette Barencey : la dame des toilettes
- Odette Laure : la prostituée de rue qui aborde Marval
- Albert Valsien : le chef d'orchestre
- Jean Berton : le régisseur
- Max Martel : le chanteur qui « fait son rappel »
- Jean-Paul Moulinot : le spectateur gêné par les parents de Caprice
- Léo Campion : le spectateur qui tient ses gants
- Sacha Briquet : un spectateur assis à 2 places de Chacaton
- Roger Vincent : un spectateur
- Marc Arian : un consommateur à la terrasse du café
- Jean Sylvain : l'ami qui trouve tout formidable
- Louis Saintève : un ami
- Judith Magre : une passagère du bus
- Jacques Mercier : le gamin
- Marcel Rouzé : le brigadier
- Max Harry (ne pas confondre avec Harry-Max)[1] : le grand-père
- René Pascal : Landru
- Ginette Baudin
- Louis Denalair
- Paul Forget
- Louis Geaiks
- Paule Launay
- Gabriel Lordy
- Annie Noël
- Polytt
- Patricia Solair
- Les Apollos : une attraction

## Autour du film
- Au début du film, un personnage énigmatique et barbu drague ouvertement Suzy Delair et son amie Oseille, et leur propose de les emmener en week-end dans sa maison de Gambais : il s'agit bien évidemment d'une évocation de Landru. Même si cela permettrait de situer l'année où le film est censé se passer en 1919 (avant, c'était la guerre qui n'est pas évoquée dans le film et, en 1920, Landru n'était plus en liberté), on notera toutefois que la scène se déroule dans une rue où l'on peut voir placardées les affiches de 2 films pas sortis avant 1928 : L'Homme de la nuit (1927) de Monta Bell, et Le passager (1928) de Jacques De Baroncelli.
- Le film rassembla 2 066 286 spectateurs en salles[2].